# 天鹽站

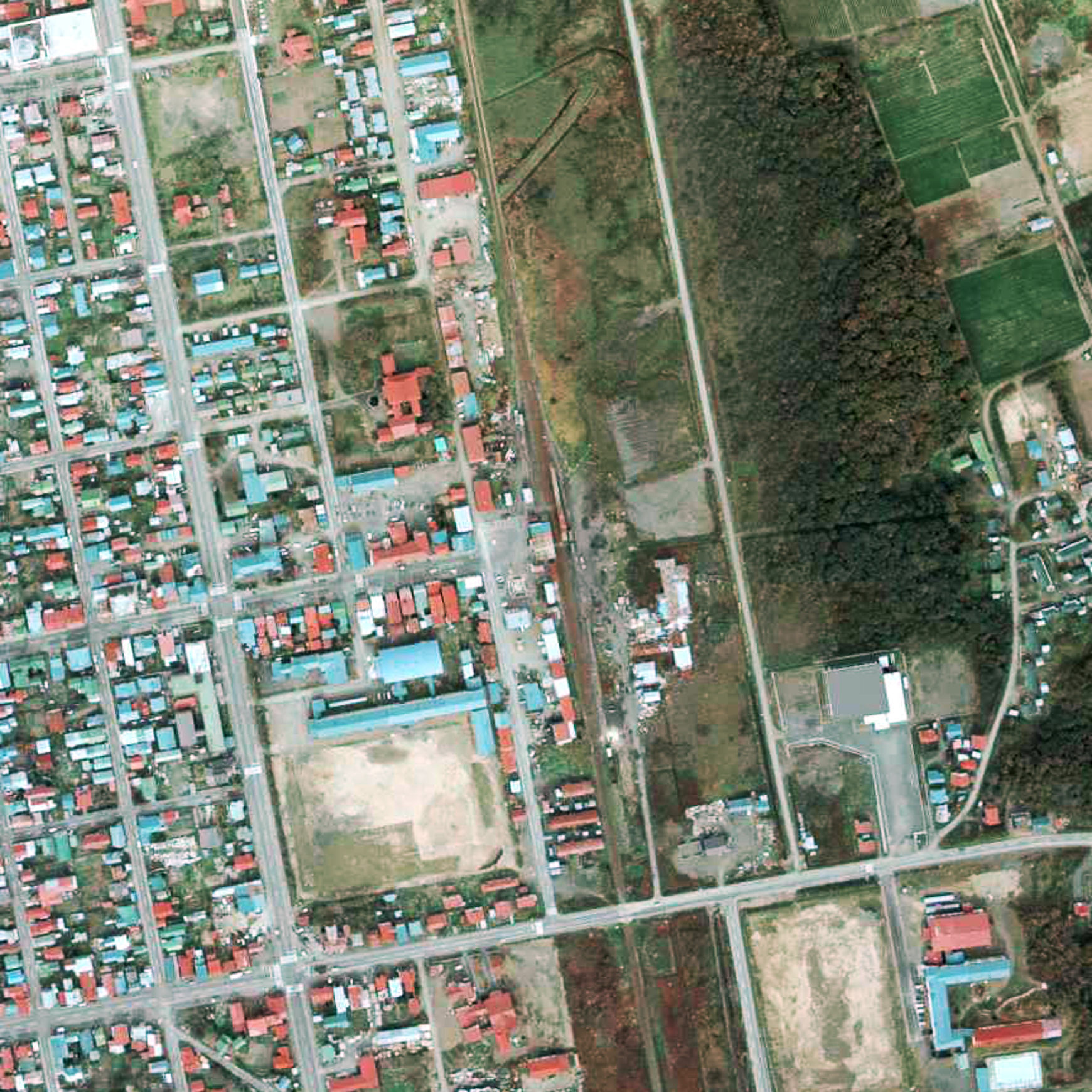
1977年的天鹽站與方圓約750米範圍。上方為幌延方向。車站大樓是一座鋼筋混凝土製造的建築物。當時設有2面2線的千鳥相對式月台，車站大樓旁邊靠近幌延一方設有貨物月台和引込線。車站後方設有副本線，向南延伸處設有留置線。

天鹽站（日语：／ Teshio eki */?）是位於北海道天鹽郡天鹽町字川口，日本國有鐵道（國鐵）的羽幌線車站（廢站）。隨著羽幌線廢線，車站在1987年（昭和62年）3月30日廢除。
在1986年（昭和61年）10月前，急行「羽幌」停靠此站。

## 歷史
- 1935年（昭和10年）6月30日 - 鐵道省天鹽線幌延站至此站之間開通[1]，當時為一般車站。
- 1936年（昭和11年）10月23日 - 此站至遠別站之間開通，成為中途車站。
- 1949年（昭和24年）6月1日 - 日本國有鐵道成立，成為日本國有鐵道車站。
- 1958年（昭和33年）10月18日 - 天鹽線編入羽幌線，羽幌線全線開通，成為羽幌線的車站。
- 1963年（昭和38年） - 車站大樓翻新。
- 1983年（昭和58年）4月1日 - 結束處理貨物。
- 1984年（昭和59年）2月1日 - 結束處理行李。
- 1987年（昭和62年）3月30日 - 羽幌線全線廢除，此站也廢除。

## 車站構造
截至車站廢除前，車站是一座地面車站，設有2面2線的混合式月台（單式月台、島式月台（只使用單面）），當時可進行列車交會。車站大樓一方的月台中央與對面的島式月台南邊之間設有站內平交道。車站大樓（西邊）一方是下行線的1號月台，設有上蓋。島式月台（東邊）是上行線的2號月台。在島式月台外側設有1條側線。在1號月台幌延一方設有分支，連接車站大樓北邊的貨物月台和貨物側線（缺角式月台）。
此站是職員配置站。車站大樓是由鋼筋建成，位於站內西邊，連接單式月台中央部分。

## 站名的由來
車站名稱取自町名。町名取自天鹽川。

## 使用狀況
- 在1981年度（昭和56年度），一日上落車人次數目為405人[2]。

## 車站周邊
- 北海道道551號圓山天鹽停車場線（日语：北海道道551号円山天塩停車場線）
- 國道232號（日语：国道232号）（天賣國道/日本海奧羅龍線（日语：日本海オロロンライン））
- 道之驛天鹽（日语：道の駅てしお）
- 天鹽町公所
- 天鹽警署（日语：天塩警察署）
- 天鹽郵局
- 稚內信用金庫（日语：稚内信用金庫）天鹽分店
- 北海道銀行天鹽分店
- 北海道天鹽高等學校（日语：北海道天塩高等学校）
- 天鹽川
- 沿岸巴士「天鹽」巴士站

## 現況

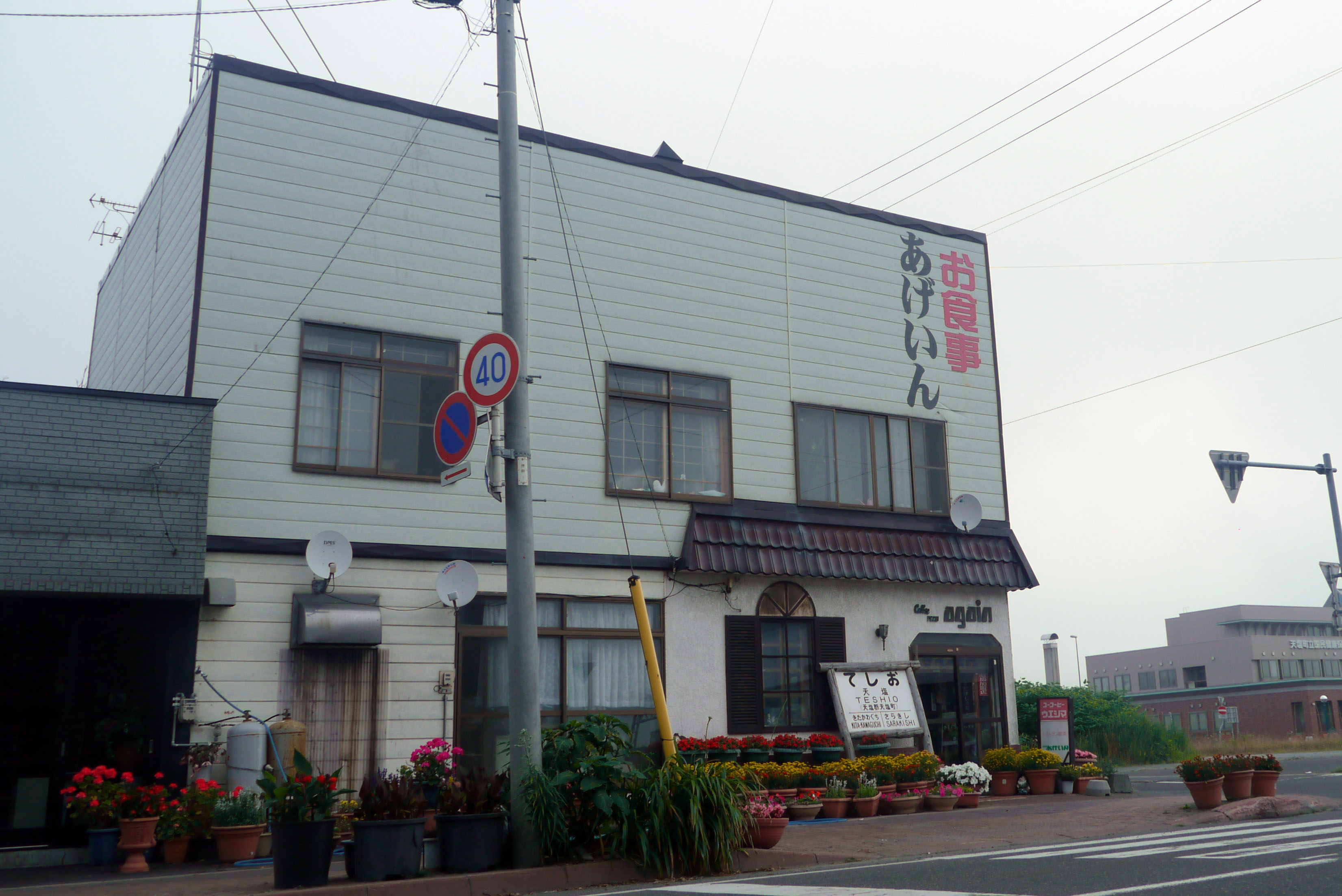
曾經的站前食堂和站名板

車站位於國道232號天鹽繞道附近，町立國保醫院西南端。車站位於繞道路口。在廢除後，Kiosk繼續營業。車站附近的路軌由於變成繞道用地，因此沒有任何車站痕蹟。曾經「站前」食堂的門口處展示了站名牌。

## 相鄰車站
日本國有鐵道
羽幌線
更岸－（干拓臨時乘降場）－天鹽－（中川口臨時乘降場）－北川口

## 注腳
1. 1 2   第1版. 札幌市: 日本國有鐵道北海道總局. 1973-3-25: 110. ASIN B000J9RBUY （日语）.
2. 1 2 3 4 5  宮脇俊三 (编). . 原田勝正. 小學館. 1983-7: 203. ISBN 978-4093951012 （日语）.
3. ↑  工藤裕之. . 北海道新聞社. 2011-12: 72. ISBN 978-4894536197 （日语）.
4. ↑   (PDF). アイヌ語地名リスト. 北海道 環境生活部 アイヌ政策推進室. 2007  [2017-11-24]. （原始内容 (PDF)存档于2018-04-17） （日语）.
5. ↑  キヨスクだけ　【写真説明】鉄道は消え駅員も消えたがキヨスクは残る天塩駅　掲載 1987/09/12 （页面存档备份，存于）（日語） - 《北海道新聞》
6. ↑  今尾惠介 (编). . JTB出版. 2010-3: 45–46. ISBN 978-4533078583 （日语）.